# Rapture (Band)
Rapture ist eine finnische Dark-Metal-Band, die 1997 gegründet wurde. Die Lieder der Band weisen eine bedrückende, fast depressive Stimmung auf. Vergleichbare Bands sind unter anderem frühere Katatonia oder Daylight Dies.

## Geschichte
Rapture wurde 1997 in Helsinki gegründet. Nach dem Demo Broken Daydream (1998) folgte 1999 das Debütalbum Futile auf Spikefarm Records in Europa und Relapse Records in den Vereinigten Staaten. Im Jahr 2002 erschien Songs for the Withering, das von Tuomo Valtonen (Ruoska) produziert wurde. 2005 folgte das bis dato letzte Album Silent Stage. Seit dieser Zeit ist die Band zwar weiterhin aktiv, jedoch ohne vertragliche Bindung an ein Label.

## Stil
Rapture spielen eine Mischung aus Melodic Death Metal, Doom Metal und Gothic Metal mit düsteren Growls, der häufig als Dark Metal bezeichnet wird. Die Musik wird in Rezensionen mit Katatonia und Opeth verglichen. Die Texte behandeln vorrangig das Thema Sterben und Suizid, die vor dem Hintergrund der finnischen Polarnacht entstanden sind.

## Diskografie
- 1998: Broken Daydream (Eigenproduktion)
- 1999: Futile (Spikefarm Records)
- 2002: Songs for the Withering (Spikefarm Records)
- 2005: Silent Stage (Spikefarm Records)